# Bulungamaiins
Els bulungamaiins (Bulungamayinae) són una subfamília extinta de marsupials diprotodonts de la família dels cangurs rata (Potoroidae) que visqueren a Austràlia des de l'Oligocè superior fins al Miocè mitjà, fa entre 11,6 i 28,4 milions d'anys. Se n'han trobat restes fòssils a Austràlia Meridional i Queensland.
La subfamília agrupa espècies fòssils que presenten caràcters morfològics que es donen en els potoroïns d'avui en dia.
Les característiques de la dentadura en demostren la relació amb els cangurs rata, fungívors petits i de musell llarg que excaven caus. Les premolars i incisives recorden les dels potoroïns, mentre que les dents molars són semblants a les de macropòdids herbívors com els cangurs. Eren més grossos que els seus parents moderns, amb un pes d'entre 5 i 10 kg, un xic superior al del cangur rata vermellós.